# Сан Лоренцо Белици
Вижте пояснителната страница за други значения на Сан Лоренцо.
Сан Лорѐнцо Белѝци (на италиански: San Lorenzo Bellizzi) е село и община в Южна Италия, провинция Козенца, регион Калабрия. Разположено е на 830 m надморска височина. Населението на общината е 685 души (към 2014 г.).